# Шибови (Мркоњић Град)
Шибови су насељено мјесто у општини Мркоњић Град, Република Српска, БиХ. Према попису становништва из 1991. у насељу је живјело 27 становника.

## Географија
Налазе се на надморској висини од отприлике 1.200 метара, при самом врху планине Лисине. Ради се о планинском селу разбијеног типа, у којем данас постоји свега десетак кућа. Кроз мјесто тече Шибовљанска ријека.
Становништво се некада бавило производњом ћумура, који је на коњима транспортован до Језера, а потом жељезницом до других мјеста, па чак и до Беча.

## Становништво
| 1991.              | 1991.     | 1981.       | 1971.        | 1961. |
| Срби               | 27 (100%) | 39 (95,12%) | 137 (98,56%) | 135   |
| Југословени        | 0         | 2 (4,87%)   | 0            | 0     |
| остали и непознато | 0         | 0           | 2 (1,43%)    | 0     |
| Укупно             | 27        | 41          | 139          | 135   |